# Saint-Ouen, Somme

Saint-Ouen este o comună în departamentul Somme, Franța. În 1 ianuarie 2022 avea o populație de 1.775 de locuitori.